# Coracopsis vasa

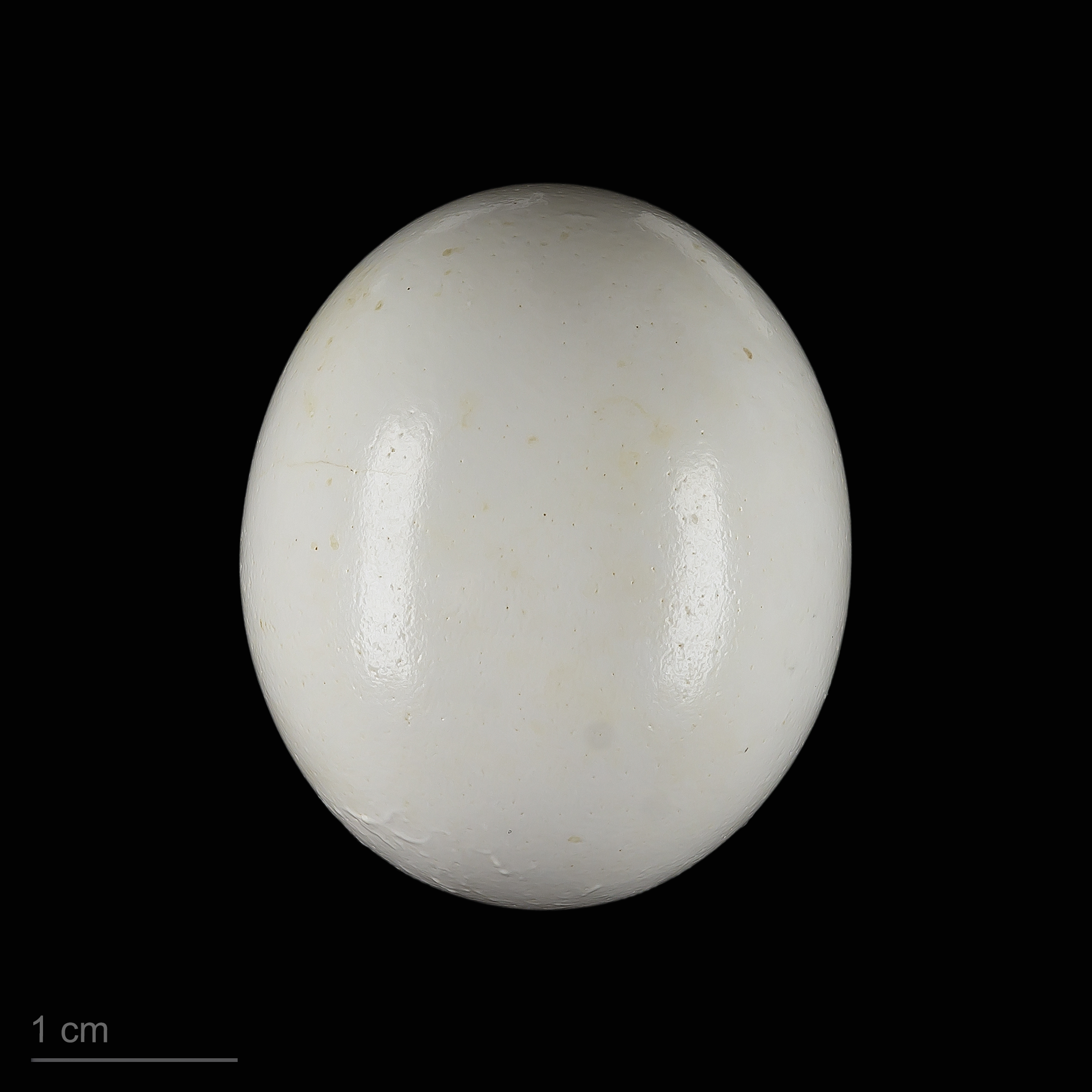
Coracopsis vasa

Coracopsis vasa là một trong hai loài Vẹt thuộc chi Coracopsis, loài còn lại là C. nigra. Loài này được tìm thấy trên khắp Madagascar và Comoros.

## Phân loại
Loài này có 3 phân loài:
- Coracopsis vasa, (Shaw) 1812
  - Coracopsis vasa comorensis, (Peters,W) 1854
  - Coracopsis vasa drouhardi, Lavauden 1929
  - Coracopsis vasa vasa, (Shaw) 1812